# Trigenicus
Trigenicus profectus
Genre
Espèce
Trigenicus est un genre fossile de mammifères placentaires artiodactyles, de la famille des Protocératidés. On ne connaît qu'une espèce, nommée Trigenicus profectus, qui a vécu en Amérique du Nord au cours de l'Éocène, il y a entre 40,4 et 37,2 millions d'années.

## Description

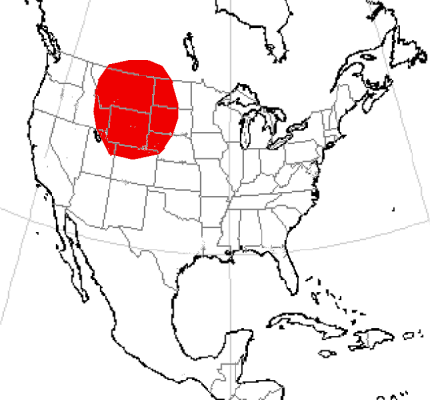
Aire de la répartition supposée de Trigenicus.

Trigenicus était un artiodactyle de petite taille assez semblable à un cervidé sans bois ou aux Antilocapridae bien qu'apparenté à la famille des Camelidae. Il devait faire environ 40 kg ce qui est similaire à d'autres membres de sa famille comme Pseudoprotoceras ou Heteromeryx, mais plus que des membres de sa sous-famille comme Leptoreodon. On sait assez peu de chose au sujet de ce genre et de son unique espèce du fait du peu de fossiles découverts.

## Répartition
Trigenicus vivait en Amérique du Nord dans une zone géographique aujourd'hui occupée par les Grandes Plaines où ses ossements ont été découverts dans le Nord de celle-ci. Ses fossiles ont été retrouvés aux États-Unis dans les États du Montana, du Nebraska, du Wyoming et du Dakota du Sud. Ainsi qu'au Canada dans la province du Saskatchewan.

## Systématique
L'espèce Trigenicus profectus a été initialement décrite en 1903 par William Diller Matthew sous le protonyme Leptotragulus profectus,.
Plus tard dans la même année, en novembre, Earl Douglass (d) décrit un nouveau genre et une nouvelle espèce sous le taxon Trigenicus socialis, dont seul le nom générique sera retenu, l'épithète spécifique profectus ayant l'antériorité, les deux espèces étant considérées comme synonyme.
Trigenicus profectus a pour synonymes :
- Eotylopus profectus (Matthew, 1903)
- Leptotragulus profectus Matthew, 1903
- Trigenicus socialis Douglass, 1903

### Publications originales
- Genre Trigenicus :
  - (en) Earl Douglass, « New vertebrates from the Montana Tertiary », Annals of the Carnegie Museum of Natural History, Pittsburgh, Inconnu, vol. 2, no 5,‎ novembre 1903, p. 145-199 (ISSN 0097-4463 et 1943-6300, OCLC 1261514, DOI 10.5962/p.78052, lire en ligne).
- Espèce Trigenicus profectus, sous le taxon Leptotragulus profectus :
  - (en) W. D. Matthew, « The fauna of the Titanotherium beds at Pipestone Springs, Montana », Bulletin of the American Museum of Natural History, New York, Musée américain d'histoire naturelle, vol. 19, no 6,‎ 1903, p. 197-224 (ISSN 0003-0090 et 1937-3546, OCLC 1287364, lire en ligne).